# Louis Paul Boon
Louis Paul Boon, rođen kao Lodewijk Paul Aalbrecht Boon (Aalst, 15. ožujka 1912. - Erembodegem, 10. svibnja 1979.) bio je flamanski pisac, novinar, slikar i pjesnik. 

## Životopis
Obilježje samog Boona bila je njegova priroda čovjeka iz naroda. Do svoje šesnaeste je išao u školu i morao ocu pomagati u zidnom slikarstvu i bojanju pištolja. U svoje slobodno vrijeme pohađao je neka predavanja na Akademiji lijepih umjetnosti u Aalstu ali i to je zbog novčanih nedostataka trajalo kratko.
Godine 1939. piše tekst pod nazivom "3 mensen tussen muren" (Tri čovjeka među zidovima). Priča također tvori osnovu za njegov prvi roman "De voorstad groeit" (Predgrađe raste), koji 1942. godine dobiva Leo J. Krynprijs – flamansku književnu nagradu koja se dodjeljuje svake četiri godine. Boonov dvostruki talent će kroz cijelu njegovu karijeru dovesti do impresivne produkcije, prije svega u pedesetim i sedamdesetim godinama prošlog stoljeća (u pisanju) i u šezdesetim i sedamdesetim godinama (u slikanju i kiparenju).
Zbog jako slabog prijema kod čitatelja kao i slabe prodaje, njegovo remek-djelo, De kapellekensbaan odbijeno je od izdavačke kuće Manteau. "Mijn kleine oorlog" (Moj mali rat) posljednja je knjiga koju Boon objavljuje kod Manteaua. U toj knjizi obrađuje svoja ratna iskustva iz svibanjskih dana 1940. (kada je Njemačka blitzkriegom okupirala Belgiju i Nizozemsku).
Godine 1952. izlazi prvo izdanje u Nizozemskoj, Twee spoken kod izdavačke kuće Arbeiderspers; nova izdanja slijede jedna za drugim u vrlo kratkom roku. 
Smatra se da je Louis Paul Boon bio u užem krugu za Nobelovu nagradu za književnost krajem 1970tih godina.

## Poslije smrti
Pieter Daens (1971.), dokumentarni roman o borbi za socijalnu pravdu aalstskog svećenika Adolfa Daensa, 1992. godine redatelj Stijn Coninx ekranizira u dugometražni film pod nazivom "Daens".

De Louis Paul Boonprijs naziv je prestižne umjetničke nagrade koja nosi njegovo ime.